# Каракоршак
Каракоршак (турски: Karakorşak) је митско биће налик животињама у турској митологији. Каракоршак се према митологији скрива на мрачним местима, рупама или напуштеним кућама, чекајући да зграби, однесе и прождире своју жртву; али га светлост и бука могу уплашити. Има неспретан ход. Тумачење Каракоршакових атрибута доводи до закључка да је Каракоршак заправо опис неких стварних животиња, које су већ регионално изумрле у неким деловима Анадолије и познате су само као легенде.